# Campionati del mondo di corsa in montagna 1995
I Campionati del mondo di corsa in montagna 1995 si sono disputati ad Edimburgo, in Scozia, il 10 settembre 1995 sotto il nome di "World Trophy". Il titolo maschile è stato vinto da Lucio Fregona, quello femminile da Gudrun Pflüger.

## Uomini Seniores
Individuale
| Pos.    | Atleta           | Nazione     | Tempo  |
| ------- | ---------------- | ----------- | ------ |
| Oro     | Lucio Fregona    | Italia      | 51'17" |
| Argento | Tommy Murray     | Scozia      | 51'46" |
| Bronzo  | Marco Toini      | Italia      | 52'01" |
| 4       | Antonio Molinari | Italia      | 52'55" |
| 5       | Andrea Agostini  | Italia      | 52'57" |
| 6       | Roberto Barbi    | Italia      | 53'04" |
| 7       | Robert Quinn     | Scozia      | 53'20" |
| 8       | Vaclav Ozana     | Rep. Ceca   | 53'59" |
| 9       | German Fernandez | Colombia    | 54'03" |
| 10      | John Taylor      | Inghilterra | 54'06" |

Squadre
| Pos.    | Squadra     | Punti |
| ------- | ----------- | ----- |
| Oro     | Italia      | 13    |
| Argento | Scozia      | 47    |
| Bronzo  | Inghilterra | 62    |

## Uomini Juniores
Individuale
| Pos.    | Atleta            | Nazione     | Tempo  |
| ------- | ----------------- | ----------- | ------ |
| Oro     | Maurizio Bonetti  | Italia      | 33'21" |
| Argento | Mathew Moorehouse | Inghilterra | 33'42" |
| Bronzo  | Martin Brusak     | Rep. Ceca   | 33'47" |
| 4       | Emanuele Manzi    | Italia      | 34'03" |
| 5       | Marco Denigris    | Italia      | 34'13" |
| 6       | Miloslav Suchy    | Rep. Ceca   | 34'16" |
| 7       | Marco De Gasperi  | Italia      | 34'32" |
| 8       | Lubomir Dryjak    | Rep. Ceca   | 34'34" |
| 9       | Tim Davies        | Galles      | 34'38" |
| 10      | Alix Tavriac      | Francia     | 34'38" |

Squadre
| Pos.    | Squadra   | Punti |
| ------- | --------- | ----- |
| Oro     | Italia    | 10    |
| Argento | Rep. Ceca | 17    |
| Bronzo  | Francia   | 41    |

## Donne Seniores
Individuale
| Pos.    | Atleta               | Nazione     | Tempo  |
| ------- | -------------------- | ----------- | ------ |
| Oro     | Gudrun Pflüger       | Austria     | 37'00" |
| Argento | Isabelle Guillot     | Francia     | 37'32" |
| Bronzo  | Nives Curti          | Italia      | 37'43" |
| 4       | Catherine Lallemand  | Belgio      | 38'14" |
| 5       | Stephanie Manel      | Francia     | 38'25" |
| 6       | Sarah Young          | Inghilterra | 39'12" |
| 7       | Isabella Moretti     | Svizzera    | 39'27" |
| 8       | Mirella Cabodi       | Italia      | 39'31" |
| 9       | Maria Grazia Roberti | Italia      | 39'49" |
| 10      | Evelyne Mura H.      | Francia     | 40'02" |

Squadre
| Pos.    | Squadra     | Punti |
| ------- | ----------- | ----- |
| Oro     | Francia     | 17    |
| Argento | Italia      | 20    |
| Bronzo  | Inghilterra | 41    |

## Medagliere
| Posizione | Paese       | Oro | Argento | Bronzo | Totale |
| --------- | ----------- | --- | ------- | ------ | ------ |
| 1         | Italia      | 4   | 1       | 2      | 7      |
| 2         | Francia     | 1   | 1       | 1      | 3      |
| 3         | Austria     | 1   | 0       | 0      | 1      |
| 4         | Scozia      | 0   | 2       | 0      | 2      |
| 5         | Inghilterra | 0   | 1       | 2      | 3      |
| 6         | Rep. Ceca   | 0   | 1       | 1      | 2      |